# راستی مالینوسکی
راستی مالینوسکی (انگلیسی: Rusty Malinoski؛ زاده ۱۷ دسامبر ۱۹۸۳) ورزشکار رشته ویک‌بوردینگ اهل کانادا است.